# 楊生華
楊生華（1914年—2004年11月6日），藏名塞外策仁。甘肅省卓尼縣柳林鎮人。民國37年（1948年）在甘肅省藏民選區當選第一屆立法委員。

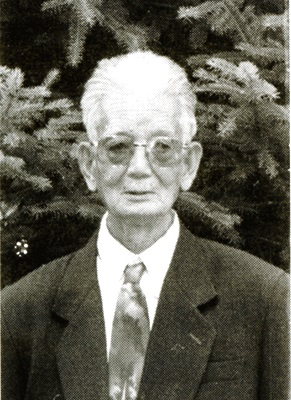
老年的楊生華

## 生平[1][2]
甘肅省蘭州第一師範、北平蒙藏專門學校畢業，曾任卓尼柳林小學校長、卓尼設治局教育科科長、甘肅洮岷路保安司令部參謀長，甘肅省參議會參議員、1949年11月至1950年2月在第一野戰軍聯絡部學習，後任西北財經委員會委員、蘭州革大三部教導主任、西北財經委員會委員。1952年3月任西北軍政委員會農林部林業局副局長、1953年12月調任北京森林工業局副局長、1954年1月任甘南藏族自治州政府秘書長、甘肅省第一屆人民代表大會代表，政協甘肅省委員會第一、二、三屆委員，四、五屆常務委員、1979年9月任政協甘肅省委員會文史資料辦公室主任、1983年1月任政協甘肅省委員會文史資料委員會副主任，1984年7月任甘肅省文史研究館館長。甘肅省老年書畫研究會會員。2004年11月6日在蘭州逝世，享年91歲。

## 著作
- 安多藏區甘南卓尼之現狀（《西北月刊》）
- 楊生華書畫集
- 卓尼土司
- 卓尼和平解放紀實
- 甘南民族在卓尼
- 甘南民變中的卓尼